# Жан-Клод Тріше
Жан-Клод Тріше (фр. Jean-Claude Trichet; нар. 20 грудня 1942) — голова Європейського центрального банку (ЄЦБ) (з 1 листопада 2003 року до 31 жовтня 2011 р.).

## Біографія
Народився в 1942 році в Ліоні. По професії — гірський інженер, в середині 60-х працював за основним фахом. Потім в 1969 році поступив в престижну Національну школу адміністрації (École Nationale d'Administration). Посідав різні посади в мінфіні. У 1978 році призначений радником міністра економіки. Потім кар'єра Тріше пішла різко вгору. Крім посади радника президента Франції став директором держскарбниці, керівником «Банк де Франс» (центральний французький банк). З 1998 року — член ради директорів Європейського центрального банку. Але через рік знову очолив «Банк де Франс».
Тріше зробив собі ім'я в 90-ті роки, коли відстоював сильний франк, попри тиск із боку бізнесу та політичних опонентів. Вважають, що саме він перетворив центробанк Франції з другорядного інституту на шанований і впливовий у світі орган. Тріше є відполірованим «продуктом» знаменитої французької Академії держслужби École Nationale d'Administration. У нього вражаючий послужний список. Десять років він стояв на чолі Банку Франції, користується величезною повагою у фінансовому світі. Він має хороші стосунки з політичною елітою Європи, його називають майстром збалансованих відповідей.

### Справа «Креді Ліоне»
На посаді керівника «Банк де Франс» і вже в статусі основного кандидата на чільника ЄЦБ Тріше був арештований. Жан-Клод Тріше виявився причетним і пізніше звинувачуваним в судовому розслідуванні фінансових порушень у банку Crédit Lyonnais на початку 90-х. Протягом 80-х років Crédit Lyonnais, один із найбільших державних банків, масово надавав кредити. Коли більшість цих кредитів виявилися неповернутими, банк зазнав величезних збитків. Проте в бухгалтерських звітах значилися інші дані, сфальсифіковані. У середині 90-х найстаріший банк Франції та лідер на ринку споживчих кредитів зазнав фінансової поразки, яка разом із порятунком і реструктуризацією обійшлася французам, за приблизними підрахунками, у 31 млрд доларів. Слідство намагалося, зокрема, з'ясувати, чи мав відношення до «бухгалтерських шахрайств» Тріше, який обіймав до 1993 року посаду директора Казначейства, а потім став головою Банку Франції. Обвинувачення висувало версію, що він якщо й не був причетний до фальсифікації даних прямо, то, в будь-якому разі, знав про навмисне спотворення статистики з банківських рахунків Crédit Lyonnais у 1992—1993 роках і про надання помилкової інформації ринкам капіталу. Але суд виправдав Тріше і шлях в ЄЦБ був відкритий.

### Призначення в ЄЦБ
У 1998-му, на травневому саміті Євросоюзу, переповнені євроамбіціями Франція і Німеччина, в особі президента Ширака і канцлера Коля, насилу досягли «нічного» компромісу, да і то багато в чому завдяки зусиллям посередника — британського прем'єр-міністра Блера. «Джентльменська» домовленість полягала в тому, що Дуйзенберг зійде з дистанції на половині шляху і поступиться місцем Тріше, щоб не обтяжувати франко-німецьку дружбу додатковими непорозуміннями. Насправді первинна ідея розділу сфер впливу базувалася на тому, що Німеччина надає для центрального банку єврозони прописку — штаб-квартиру у Франкфурті, а Франція отримує право призначення «свого» кандидата в голови. Глава Банку Франції Жан-Клод Тріше був тоді французьким кандидатом № 1. Проте перша спроба походу в ЄЦБ стала для Тріше невдалою, оскільки втрутився політичний чинник. Користуючись перевагою найбільшої економіки Європи, Німеччина в 1998-му наполягла на призначенні кандидатури нейтральноі — а саме, голландця Віма Дуйзенберга.
Відразу після призначення головний банкір говорив, що добровільно «поділиться» президентським терміном з французом, але спочатку дочекається перетворення євро на стовідсоткову валюту. Коли в 2002 році настигнула середина восьмилітнього головування, Дуйзенберг у відставку не збирався. На ній, правда, ніхто і не наполягав, бо його передбачуваний змінник не міг сказати нічого визначеного про своє майбутнє: Жан-Клод Тріше виявився причетним до судового розслідування фінансових порушень в банці Crédit Lyonnais на початку 90-х.
16 жовтня 2003 року глава Банку Франції 60-річний Жан-Клод Тріше був затверджений лідерами країн зони євро на посаду нового керівника Європейського центрального банку. На цій посаді він змінив 1 листопада голландця Віма Дуйзенберга. Затвердження кандидатури Тріше пройшло в рамках саміту Євросоюзу, що проходив в Брюсселі. За умовами контракту, він буде перебувати на чолі ЄЦБ наступні 8 років без права подальшого переобрання. У його компетенції перебувають питання монетарної політики, яка багато в чому визначить позиції євро на світових валютних ринках.
Наступником Тріше на посаді голови ЄЦБ у 2011 обраний голова банку Італії Маріо Драґі.